# Vadonaria maxima
Vadonaria maxima är en skalbaggsart som beskrevs av Marc Lacroix 1993. Vadonaria maxima ingår i släktet Vadonaria och familjen Melolonthidae. Inga underarter finns listade i Catalogue of Life.